# Cristian Fabbiani
Cristian Gastón Fabbiani (n. 3 septembrie 1983, Ciudad Evita⁠(d), Buenos Aires, Argentina) este un fotbalist argentinian retras din activitate, care a jucat pe post de atacant la echipe ca Lanús, Deportivo Merlo⁠(d) și CFR Cluj. După încheierea carierei, a devenit antrenor, și antrenează în prezent pe Deportivo Riestra[*].
Între 2007 și 2010 a fost sub contract cu CFR Cluj, dar nu a jucat decât un sezon la gruparea din Liga I, fiind apoi împrumutat. A mai evoluat în carieră la Club Atlético Lanús, Beitar Ierusalim, Palestino, Newell's Old Boys. A fost adus la CFR Cluj pentru suma de 2,2 milioane de euro în vara anului 2007, reușind să înscrie 11 goluri în primul său sezon în România. Cristian Fabbiani era un titular al echipei CFR Cluj, dar odată cu venirea compatriotului său Diego Ruiz acesta prindea cu greu primul 11, luându-se decizia împrumutului său la Newell's Old Boys, iar apoi la echipa ce o simpatiza din copilărie River Plate, unde a fost împrumutat începând cu februarie 2009 pe o perioadă de un an de zile.